# Helene Kullman
Helene «Leen» Andreevna Kullman (en ruso: Хелене Андреевна Кульман; Tartu, 31 de enero de 1920 – Tartu, 6 de marzo de 1943) fue una oficial de inteligencia soviética de origen estonio que trabajó para la inteligencia militar soviética en la Flota del Báltico durante la Segunda Guerra Mundial.

## Biografía

### Infancia y juventud
Helene Kullman nació el 31 de enero de 1920 en Tartu (Estonia) en el seno de una familia de origen estonio; era la sexta de ocho hijos de un zapatero. Su padre murió en 1933, el mismo año en que dejó la escuela secundaria y se matriculó en la Escuela Pedagógica de Tallin. Después de que Estonia fuera anexada por la Unión Soviética en 1940, se graduó de la Escuela Pedagógica de Tallin en 1937, después se matriculó en el Seminario Pedagógico de Tallin donde se graduó como maestra de escuela secundaria en 1941, poco antes de la invasión alemana de la Unión Soviética.
El 27 de septiembre de 1940, se unió al Komsomol donde era líder pionera sénior. En marzo de 1941, el Comité Central del Komsomol de Estonia la nombró organizadora del Komsomol de la cuarta escuela secundaria de Tartu, donde trabajaba como maestra.

### Segunda Guerra Mundial
Después de la invasión alemana de la Unión Soviética, el Komsomol asignó a Kullman para ayudar a la gente a evacuar Tallin durante la noche. Fue evacuada de la ciudad el 25 de agosto de 1941 junto con su hermana gemela Anna a una granja colectiva en el Óblast de Cheliábinsk en la RSS de Rusia, donde trabajaba como supervisora. Se unió al Ejército Rojo en diciembre de 1941, momento en el que la 7.ª División de Fusileros de Estonia comenzó a formarse en el Distrito Militar de los Urales. Fue asignada a un batallón médico como enfermera hasta abril de 1942, cuando fue transferida a Leningrado al Cuartel General de la Flota del Báltico donde se le enseñaron tácticas de guerrilla y a operar una radio, también aprendió a lanzarse en paracaídas.
En septiembre de 1942, fue lanzada en paracaídas detrás de las líneas alemanas en un bosque cerca de Tartu. En la noche del 13 al 14 de septiembre de 1942, fue lanzada en paracaídas detrás de las líneas enemigas cerca de la ciudad de Tartu, ciudad donde se instaló con su hermana. Su tarea era monitorear el movimiento de las tropas de la Wehrmacht en el área del lago Peipus, las fuerzas navales enemigas en el puerto de Pärnu. En el período comprendido entre el 14 de septiembre de 1942 y el 2 de enero de 1943, Leen Kuhlman transmitió varias docenas de radiogramas al cuartel general de la Flota del Báltico sobre la situación en los condados de Pärnumaa, Tallinn, Tartumaaa y Võrumaa de Estonia. Entre los datos que recopiló y transmitió por radio se encuentra información sobre la ubicación y el número de las guarniciones alemanas, defensas y barcos enemigos, además de información sobre la presencia y el grado de hielo en áreas del Báltico.
El 2 de enero de 1943, fue arrestada por la Gestapo local en la granja Oyaere cerca del pueblo de Luutsniku, región de Võru, donde vivían su hermana y su esposo. Junto con ella, todos sus familiares fueron arrestados: la hermana Olga Myagi con su esposo August Myagi y su hija de seis meses, y la hermana menor Regina. Al principio estuvo prisionera en una prisión en la ciudad de Võru, luego fue trasladada a Tartu donde fue sometida a torturas y vejaciones para que diera información sobre su nombre en código y sobre su seudónimo. El 6 de marzo de 1943, un guardia de la prisión de la organización Omakaitse le disparó después de que ella le escupiera en la cara y lo llamara sinvergüenza.
Por decreto del Presídium del Sóviet Supremo de la URSS del 8 de mayo de 1965, la exploradora de la Flota del Báltico Bandera Roja Helene Kullman «por méritos especiales, coraje y heroísmo mostrados en la lucha contra los invasores fascistas durante el Gran Guerra Patria de 1941-1945» recibió (póstumamente) el título de Héroe de la Unión Soviética y la Orden de Lenin.

## Condecoraciones

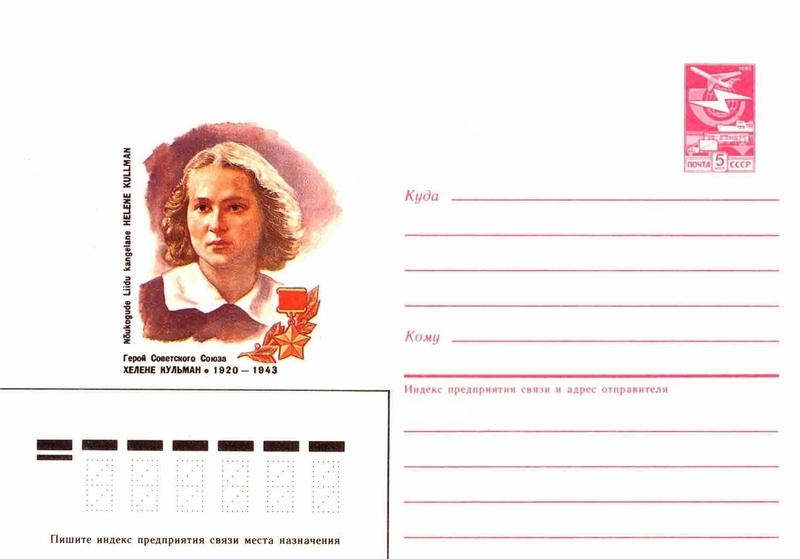
Sobre soviético de 1986 en honor de Helene Kullman.

|  | Héroe de la Unión Soviética (8 de mayo de 1965) |
|  | Orden de Lenin (8 de mayo de 1965)              |